# 硬叶蒲桃
硬叶蒲桃（学名：Syzygium sterrophyllum）是桃金娘科蒲桃属的植物。分布于越南以及中国大陆的广东、广西等地，生长于海拔1,200米的地区，常生长在生山谷及河边，目前尚未由人工引种栽培。